# میرتل لیند
میرتل لیند (انگلیسی: Myrtle Lind؛ ‏ ۲ سپتامبر ۱۸۹۸ – ۱۲ اکتبر ۱۹۹۳) بازیگر اهل ایالات متحده آمریکا بود.
از فیلم‌هایی که وی در آن‌ها نقش داشته‌است، می‌توان به صاف و صادق، همبازی‌ها و دختر پرخطر اشاره نمود.